# Paraneossos arizonicus
Paraneossos arizonicus är en tvåvingeart som beskrevs av Wheeler 1955. Paraneossos arizonicus ingår i släktet Paraneossos och familjen myllflugor.
Artens utbredningsområde är Arizona. Inga underarter finns listade i Catalogue of Life.